# NGC 1246
NGC 1246 (również PGC 11680) – galaktyka eliptyczna (E5), znajdująca się w gwiazdozbiorze Zegara. Odkrył ją John Herschel 2 listopada 1834 roku.